# Соата
Соата (исп. Soatá) — город и муниципалитет на северо-востоке центральной части Колумбии, на территории департамента Бояка. Входит в состав Северной провинции.

## История
Поселение, из которого позднее вырос город, было основано 10 декабря 1545 года. Муниципалитет Соата был выделен в отдельную административную единицу в 1945 году.

## Географическое положение

Муниципалитет Соата

Город расположен в северо-восточной части департамента, в горной местности Восточной Кордильеры, к западу от реки Чикамоча, на расстоянии приблизительно 110 километров к северо-востоку от города Тунха, административного центра департамента. Абсолютная высота — 1979 метров над уровнем моря.
Муниципалитет Соата граничит на севере с территорией муниципалитета Типакоке, на востоке — с муниципалитетом Боавита, на юге — с муниципалитетом Сусакон, на западе — с территорией департамента Сантандер. Площадь муниципалитета составляет 136 км².

## Население
По данным Национального административного департамента статистики Колумбии, совокупная численность населения города и муниципалитета в 2015 году составляла 7255 человек.
Динамика численности населения муниципалитета по годам:
| 2005 | 2006 | 2007 | 2008 | 2009 | 2010 | 2011 | 2012 | 2013 | 2014 | 2015 |
| ---- | ---- | ---- | ---- | ---- | ---- | ---- | ---- | ---- | ---- | ---- |
| 9313 | 9083 | 8869 | 8650 | 8437 | 8241 | 8031 | 7834 | 7638 | 7446 | 7255 |

Согласно данным переписи 2005 года мужчины составляли 48 % от населения Соаты, женщины — соответственно 52 %. В расовом отношении белые и метисы составляли 99,9 % от населения города; негры, мулаты и райсальцы — 0,1 %.
Уровень грамотности среди всего населения составлял 89,8 %.

## Экономика
53,2 % от общего числа городских и муниципальных предприятий составляют предприятия торговой сферы, 37,9 % — предприятия сферы обслуживания, 8,3 % — промышленные предприятия, 0,6 % — предприятия иных отраслей экономики.

## Транспорт
Через город проходит национальное шоссе № 55.